# آرثر روبنسون (سياسي)
آرثر روبنسون (بالإنجليزية: Arthur Robinson)‏ هو كاتب عدل ‏ وسياسي أسترالي، ولد في 23 أبريل 1872 في أستراليا، وتوفي في 17 مايو 1945 في أستراليا. حزبياً، نشط في حزب التجارة الحرة. وقد انتخب عضو المجلس التشريعي الفيكتوري وانتخب عضو مجلس النواب الأسترالي عن دائرة Division of Wannon ‏ (16 ديسمبر 1903 – 12 ديسمبر 1906) وانتخب عضو الجمعية التشريعية فيكتوريا عن دائرة Electoral district of Dundas (Victoria) ‏ ( – 1 أكتوبر 1902).